# Crib Goch
Crib Goch je areta v národním parku Snowdonia v Gwyneddu ve Walesu. Jméno hřebenu ve velštině znamená „červený hřeben“, což pravděpodobně odkazuje na barvu některých jeho částí. Nejvyšší bod arety se nachází ve výšce 923 m n. m. Všechny strany hory jsou v zimních i letních obdobích používány pro horolezecké účely.